# Svizzera all'Eurovision Song Contest 1968
La Selezione Svizzera per l'Eurofestival 1968 si svolse a Ginevra il 27 gennaio 1968.

## Canzoni in ordine di presentazione
| Posizione | Canzone                 | Artista          |
|           | Il n'ya a pas 36 façons | Charles Level    |
|           | Für alle zeiten         | Paola del Medico |
| 1.        | Guardando il sole       | Gianni Mascolo   |
|           | Le bonheur connaît plus | Irène Berthier   |
|           | Gefährlich, gefährlich  | Bea Abrecht      |
|           | Passo di danza          | Ricky Gianco     |